# CV-904
La CV-904 és una carretera de via única per sentit que discorre pel País Valencià. Comunica les poblacions de Crevillent (Baix Vinalopó) amb Almoradí (Baix Segura), tot passant per Catral i Dolors. Antigament es denominava com carretera comarcal C-3321.

## Traçat
S'inicia en el terme municipal de Crevillent i enfila cap al sud per les partides del Realenc i Sant Felip Neri, en direcció a Catral. Travessa aquest nucli urbà i posteriorment el de Dolors. Finalment, acaba el seu recorregut a Almoradí. Durant el traçat connecta amb l'AP-7 amb les sortides 730 i 737 de l'autopista. També s'entrecreua amb la CV-855, la CV-859 i la CV-912.

## Nomenclatura
La CV-904 pertany a la xarxa de carreteres de la Generalitat Valenciana. El seu nom ve de la CV (que indica que és una carretera autonòmica del País Valencià) i el 904, que és el nombre que rep aquesta carretera, segons l'ordre de nomenclatures de les carreteres del País Valencià.